# پردیس سینمایی شمیران
پردیس سینمایی شمیران یک پردیس سینمایی در تهران، ایران است.
این پردیس سینمایی که در منطقه اقدسیه، بزرگراه ارتش قرار دارد، در تیر ۱۳۹۹ با پنج سالن سینما با ظرفیت ۳۶۶ صندلی افتتاح شده‌است.